# الاستثمار الزخمي

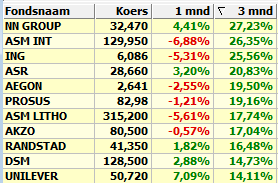
نظرة عامة على الزخم صناديق مؤشر AEX (صورة تجريبية للتوضيح)

الاستثمار الزخمي هو استراتيجية تتمثل في شراء الاسهم أو الاوراق المالية الأخرى التي حققت أداءً مرتفعًا في الأشهر الثلاثة إلى الاثني عشر الماضية، وبيع تلك التي سجلت أداءً ضعيفًا خلال نفس الفترة.
وعلى الرغم من أن الاستثمار في الزخم ظاهرة واسعة الانتشار، إلا أنه لا يوجد توافق واضح حول تفسير هذه الاستراتيجية، كما يواجه خبراء الاقتصاد تحديات في التوفيق بين الزخم وفرضية السوق الفعالة وفرضية المشي العشوائي . وقدمت فرضيتين رئيسيتين لشرح تأثير الزخم من حيث كفاءة السوق. في الحالة الأولى، يُفترض أن مستثمري الزخم يتحملون مخاطر كبيرة لتبني هذه الاستراتيجية، وبالتالي فإن العائدات المرتفعة تشكل تعويضًا عن المخاطر. وغالبًا ما تنطوي استراتيجيات الزخم على تداول غير متناسب في الأسهم ذات فروق العرض والطلب المرتفعة؛ وبالتالي، من المهم أخذ تكاليف المعاملات في الاعتبار عند تقييم ربحية الزخم. وتفترض النظرية الثانية أن مستثمري الزخم يستفيدون من العيوب السلوكية لدى الآخرين، مثل قطيع المستثمرين؛ او تقليدهم لبعضهم البعض، والمبالغة في ردور الفعل او التخاذل فيها، وتأثيرات التصرف ، والتحيز نحو تأكيد المعتقدات السابقة .
قد تساعد التأثيرات الموسمية أو التقويمية في تفسير بعض أسباب نجاح استراتيجية الاستثمار الزخمي.على سبيل المثال، إذا كان أداء السهم ضعيفًا لفترة طويلة حتى نهاية العام، فقد يقرر المستثمرون بيع ممتلكاتهم لأغراض ضريبية، مما يساهم في حدوث تأثير يناير . في هذه الحالة، يؤدي زيادة المعروض من الأسهم في السوق إلى انخفاض سعرها، مما يدفع مستثمرين آخرين إلى بيعها ايضا. وبمجرد زوال سبب البيع الضريبي، يميل سعر السهم إلى التعافي.

## خلفية تاريخية
حدد الباحثون اتجاهات زخم مستمرة في أسواق الأسهم تعود الى العصر الفيكتوري (1830 إلى 1900). غالباً ما يشار الى ريتشارد دريهاوس (1942-2021) على انه الاب المؤسس لاستراتيجية الاستثمار الزخمي، الا ان جذور هذه الاستراتيجية تعود الى ماقبل عصر دونشيان. تتحدا هذه الاستراتيجية القاعدة التقليدية في سوق الأوراق المالية والتي تنص على الشراء بأسعار منخفضة والبيع بأسعار مرتفعة. وفقًا لدريهاوس، "تحقق ارباح اكثر بكثير من خلال شراء الاصول باسعار مرتفعة وبيعها باسعار أعلى." 
مع نهاية العقد الأول من القرن الحادي والعشرين، وبفضل الزيادة المستمرة في سرعة اجهزة الكمبيوتر والشبكات سنوياً، ظهرت العديد من النسخ الفرعية لاستراتيجية الاستثمار الزخمي التي تم تطبيقها في الأسواق باسخدام نماذج تعتمد على الكمبيوتر. تعمل بعض هذه الأنظمة ضمن اطار زمني قصير جداً، مثل التداول عالي التردد ، الذي غالبًا ما ينجز عشرات أو حتى مئات الصفقات في الثانية الواحدة.
على الرغم من أن هذا يعكس عودة إلى اسلوب الاستثمارا الذي كان شائعاً في التسعينيات،  الا ان صناديق الاستثمار المتداولة لهذا النمط بدأت في التداول في عام 2015.

## أداء استراتيجيات الزخم
في دراسة أجراها ناراسيمهان جيجاديش وشيريدان تيتمان عام 1993، تم الإبلاغ عن أن استراتيجية الزخم توفر عوائد متوسطة بنسبة 1% شهريًا للأشهر الثلاثة إلى الاثني عشر التالية. وقد تم تأكيد هذه النتيجة في العديد من الدراسات الأكاديمية الأخرى، بعضها يعود القرن التاسع عشر،  ومع ذلك، يٌلاحظ أن استراتيجيات الزخم ترتبط بزيادة خطر الاصطدام والتعرض لخسائر الكبرى.
تميل استراتيجيات الزخم الى ان يكون لديها معدل تداول مرتفع، مما قد يؤدي الى تقليص العوائد الصافية لتلك الاسيتراتيجيات. ويذهب البعض الى القول بأن تكاليف المعاملات قد تمحي ارباح الزخم بالكامل. وفي دراستهم لعام 2014 بعنوان "الواقع، والخرافات، واستثمار الزخم"، يتناول كل من كيلف أسنس وزملاؤه عشرة قضايا متعلقة باستثمار الزخم، بما في ذلك تكاليف المعاملات.
يترافق أداء استراتيجيات الزخم أحيانًا بحوادث كبيرة. على سبيل المثال، في عام 2009، انخفض الزخم بنسبة -73.42% خلال ثلاثة أشهر. يمكن الحد من هذا الخطر باستخدام استراتيجية "الزخم المتبقي"، حيث يتم الاعتماد على جزء معين فقط من الزخم.
وتعد استراتيجية الزخم قابلة للتطبيق عبر مختلف الصناعات والأسواق.

## توضيح
في نظرية سوق رأس المال، يُعد الزخم من أبرز شذوذ السوق. أظهرت الدراسات أن الأوراق المالية التي حققت ارتفاعًا في الأشهر الماضية تستمر غالبًا في الصعود لعدة أشهر إضافية. يعتمد تأثير الزخم على الفترة المرجعية المستخدمة ومدة الاحتفاظ بالأوراق المالية. الأوراق المالية التي شهدت انخفاضًا مؤخرًا تظهر نمطًا مشابهًا، ولكن باتجاه معاكس، حيث تستمر قيمتها في التراجع.. أحد التفسيرات هو ما يسمى بالانحراف بعد الإعلان عن الأرباح ، والذي يفترض أن المستثمرين لا يقومون في البداية بتسعير القيمة الأعلى للشركة بالكامل بعد الإعلان عن أرقام أرباح أفضل من المتوقع. لا يرتفع سعر السهم إلا تدريجيًا مع تأخير حتى يتم الوصول إلى القيمة الأعلى الحقيقية بعد بضعة أشهر فقط.
نظرًا لأن الأسعار السابقة توفر معلومات عن التحركات المستقبلية وتُمكّن من بناء استراتيجية مربحة، فإن الزخم يتعارض مع فرضية ضعف كفاءة السوق. تعتبر ما يسمى بانهيارات الزخم ، والتي تحدث عادةً في مراحل التعافي بعد انهيارات الأسواق المالية ، تفسيرًا قائمًا على المخاطر. معظم التفسيرات البديلة تأتي من التمويل السلوكي .

## قراءة إضافية
- سوروس، جورج ، 1987، كيمياء التمويل ، سايمون وشوستر، نيويورك.
- تانوس، بيتر جيه، 1997، خبراء الاستثمار ، معهد نيويورك للتمويل ، نيوجيرسي،(ردمك 0-7352-0069-6) .
- أنطوناسي، جاري، 2014، الاستثمار ثنائي الزخم: نهج مبتكر لتحقيق عوائد أعلى مع مخاطر أقل ، ماكجرو هيل للتعليم، نيويورك،(ردمك 0071849440)
- هاجباك، نيكلاس، 2014، لغز تحركات السوق: نهج نموذجي للتنبؤ بالاستثمار والنمذجة ، بلومبرج،(ردمك 978-1118844984)